# Diamonds Never Made a Lady
Diamonds Never Made A Lady ("Los diamantes no hacen a una dama", en español) es un sencillo del grupo alemán Lift Up publicado en 1985. La canción fue producida, arreglada y compuesta por  Dieter Bohlen.  

## Lista de canciones
7" Single Chic 6.14433 AC, Alemania 1985
1. Diamonds Never Made A Lady - 3:37
2. Diamonds Never Made A Lady (Instrumental Versión) - 3:50

12" Single Chic 6.20474, Alemania 1985
1. Diamonds Never Made A Lady - 6:37
2. Diamonds Never Made A Lady (Instrumental Versión) - 3:50

12" Single Power Records PXD 050, Canadá 1985
1. Diamonds Never Made A Lady - 6:37
2. Diamonds Never Made A Lady (7" Versión) - 3:57
3. Diamonds Never Made A Lady (Instrumental Versión) - 3:57

## Créditos
- Letra y música - Dieter Bohlen
- Producción - Dieter Bohlen
- Fotografía - Karin Foerster

## Versión de Modern Talking
"Diamonds Never Made A Lady" fue regrabada para ser incluida en el álbum debut de Modern Talking publicado en 1985 The 1st Album. La canción es interpretada por Thomas Anders y mantiene los mismos arreglos de la versión de "Lift Up". Sin embargo, esta versión no fue publicada como sencillo.